# Strobilanthes mogokensis
Strobilanthes mogokensis är en akantusväxtart som beskrevs av John Henry Lace. Strobilanthes mogokensis ingår i släktet Strobilanthes och familjen akantusväxter. Inga underarter finns listade i Catalogue of Life.